# Wahl zum 9. Sächsischen Landtag

Wappen des Sächsischen Landtages

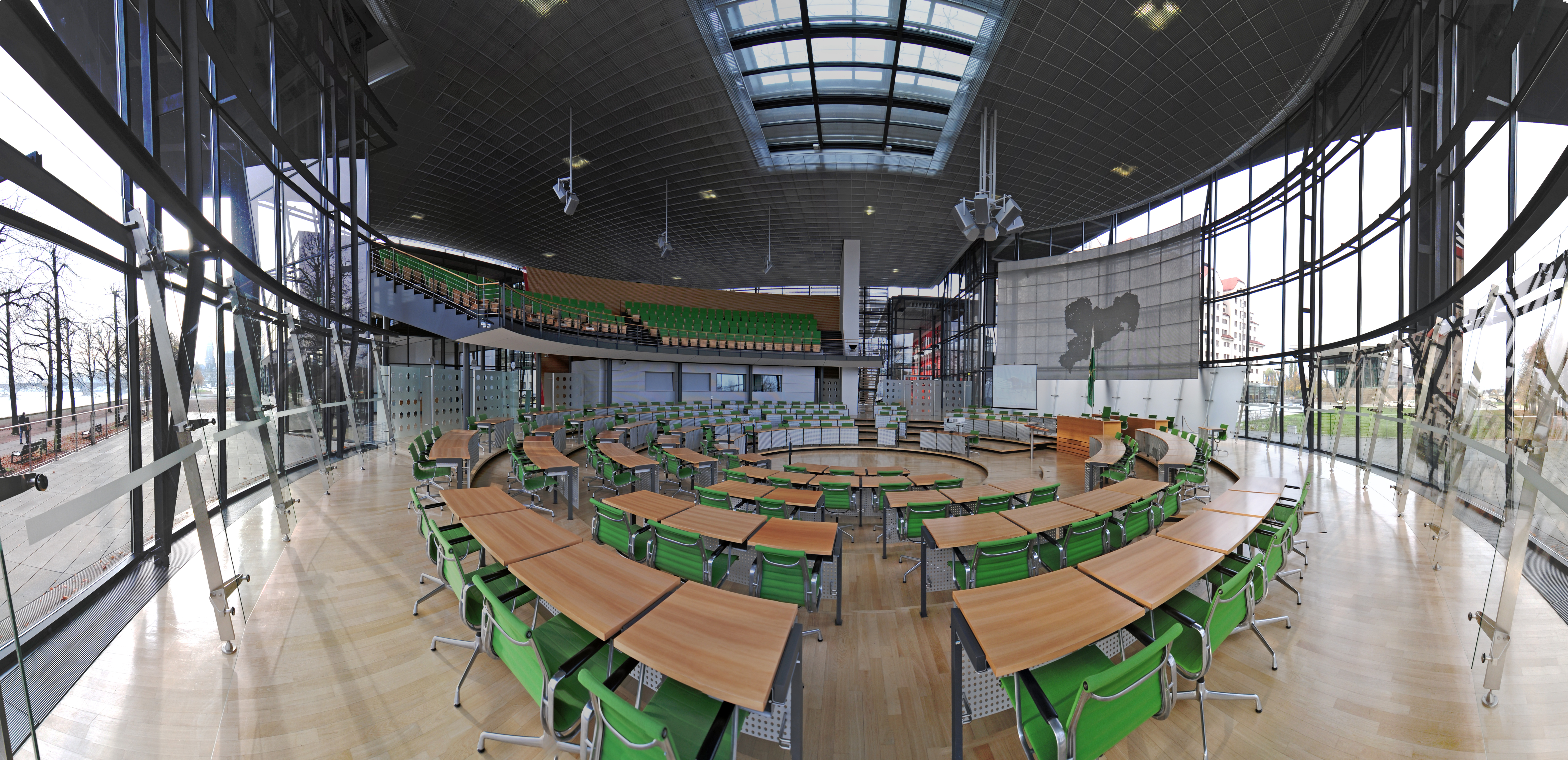
Plenarsaal in einer früheren Legislaturperiode

Die Wahl zum 9. Sächsischen Landtag wird, vorbehaltlich einer vorzeitigen Auflösung des 2024 gewählten Landtages, im Sommer oder Herbst 2029 stattfinden.

## Organisation

### Wahltermin
Gemäß Artikel 44 Abs. 1 Satz 1 der Verfassung des Freistaates Sachsen wird der Landtag auf fünf Jahre gewählt. § 16 Absatz 2 Satz 1 des Sächsischen Wahlgesetzes bestimmt, dass der Wahltag frühestens 58, spätestens 60 Monate nach Beginn der Wahlperiode zu liegen hat. Im Falle einer vorzeitigen Auflösung, muss die Wahl binnen 60 Tagen stattfinden. Die Verfassung kennt anders als das Grundgesetz keine Vertrauensfrage. Vielmehr hat der Sächsische Landtag ein Selbstauflösungsrecht, soweit zwei Drittel des Landtags das beschließen. Die letzte Wahl im Jahr 2024 fand am 1. September statt.

### Wahlrecht
Der Landtag hat regulär 120 Mitglieder. Diese Zahl kann sich durch Überhang- und Ausgleichsmandate erhöhen, wie zuletzt 2014 geschehen. Jeder Wähler hat zwei Stimmen, eine Direkt- und eine Listenstimme, die Erst- und Zweitstimme im Bundestagswahlrecht entsprechen. In jedem der 60 Wahlkreise wird ein Abgeordneter mit relativer Mehrheit über die Direktstimmen in den Landtag gewählt. Dabei sind auch Bewerber direkt gewählt, deren Partei weniger als 5 % der Stimmen erzielt. Die 120 Sitze werden seit 2024 proportional nach dem Sainte-Laguë-Verfahren gemäß der Listenstimmen unter den Parteien verteilt, die entweder mindestens 5 % der Listenstimmen landesweit oder mindestens zwei Direktmandate erringen (sog. Grundmandatsklausel). Erhält die Partei weniger Sitze in Wahlkreisen, als ihr insgesamt Sitze zustehen, werden ihr die restlichen Sitze über die Landesliste in der dort festgelegten Reihenfolge zugeteilt. Ihre im Wahlkreis gewählten Bewerber bleiben dabei außer Betracht.

## Ausgangslage
Die Landtagswahl 2024 hat die CDU mit knappem Vorsprung vor der AfD gewonnen. Eine Sperrminorität erhielt aber nur die CDU. Beide Parteien erhielten knapp über 30 % der Stimmen. Mit großem Abstand folgte das BSW, das – erstmals zu einer Landtagswahl angetreten – 11,8 % der Stimmen erzielte. Alle bis 2024 an der Staatsregierung beteiligten Parteien, CDU, SPD und Grüne, verzeichneten Verluste. Die SPD erreichte mit 7,3 % das bisher schlechteste Wahlergebnis in Sachsen. Die Grünen überwunden die 5 %-Hürde mit 5,1 % nur knapp. Die Linke verlor mehr als die Hälfte ihrer Wählerstimmen und zog nur durch zwei Leipziger Direktmandate über die Grundmandatsklausel in den Landtag ein. Etwa gleichauf waren Freie Wähler und Freie Sachsen mit 2,3 % und 2,2 %. Obwohl auch die Freien Wähler die 5 %-Hürde klar verfehlten zogen sie mit einem Abgeordneten in den 8. Sächsischen Landtag ein, da ein Direktmandat erzielt wurde. Die FDP landete mit 0,9 % noch hinter der Aktion Partei für Tierschutz (1,0 %) und verzeichnete das bis dahin schlechteste Ergebnis bei einer Landtagswahl in Deutschland überhaupt. Neben den genannten Parteien traten 2024 neun weitere Listen an.
Seit der Ministerpräsidentenwahl am 18. Dezember 2024 regiert in Sachsen das Kabinett Kretschmer III, eine Minderheitskoalition aus CDU und SPD, die über keinen festen Tolerierungspartner im Parlament verfügt.
| Partei | Partei                                      | Kurzbezeichnung | Sitze 2024 |
| ------ | ------------------------------------------- | --------------- | ---------- |
|        | Christlich Demokratische Union Deutschlands | CDU             | 41         |
|        | Alternative für Deutschland                 | AfD             | 40         |
|        | Bündnis Sahra Wagenknecht                   | BSW             | 15         |
|        | Sozialdemokratische Partei Deutschlands     | SPD             | 10         |
|        | Bündnis 90/Die Grünen                       | Bündnisgrüne    | 7          |
|        | Die Linke                                   | Die Linke       | 6          |
|        | Freie Wähler                                | FW              | 1          |

## Umfragen

### Sonntagsfrage
| Institut          | Datum      | CDU    | AfD    | BSW    | SPD   | Grüne | Linke  | FW    | Sonst. |
| ----------------- | ---------- | ------ | ------ | ------ | ----- | ----- | ------ | ----- | ------ |
| INSA              | 07.06.2025 | 26 %   | 35 %   | 11 %   | 6 %   | 5 %   | 9 %    | —     | 8 %    |
| Bundestagswahl    | 23.02.2025 | 19,7 % | 37,3 % | 9,0 %  | 8,5 % | 6,5 % | 11,3 % | 1,6 % | 6,1 %  |
| Civey             | 07.01.2025 | 32 %   | 36 %   | 7 %    | 5 %   | 7 %   | 4 %    | 2 %   | 7 %    |
| Landtagswahl 2024 | 01.09.2024 | 31,9 % | 30,6 % | 11,8 % | 7,3 % | 5,1 % | 4,5 %  | 2,3 % | 6,5 %  |

## Belege
1. ↑  REVOSax Landesrecht Sachsen - Verfassung. Abgerufen am 18. November 2024.
2. ↑  REVOSax Landesrecht Sachsen - Verfassung. Abgerufen am 13. September 2024.
3. ↑  REVOSax Landesrecht Sachsen - Sächsisches Wahlgesetz – SächsWahlG. Abgerufen am 13. September 2024.
4. ↑  REVOSax Landesrecht Sachsen - Verfassung. Abgerufen am 18. November 2024.
5. ↑  Referat Kommunikation und Öffentlichkeitsarbeit: Wahlergebnisse - Wahlen - sachsen.de. Abgerufen am 13. September 2024.
6. ↑  mdr.de: Wahlergebnisse Landtagswahl 2024: So hat Sachsen gewählt | MDR.DE. Abgerufen am 13. September 2024.
7. ↑  mdr.de: Die FDP kämpft in Sachsen um ihr Überleben | MDR.DE. Abgerufen am 13. September 2024.